# جان آدام (قایقران)
جان آدام (انگلیسی: John Adam) قایقران قایق بادبانی بود. از افتخارات وی میتوان به کسب مدال نقره در بازی‌های المپیک تابستانی ۱۹۰۸ اشاره کرد.